# Leucon (Crymoleucon) intermedius
Leucon (Crymoleucon) intermedius is een zeekommasoort uit de familie van de Leuconidae. De wetenschappelijke naam van de soort is voor het eerst geldig gepubliceerd in 1996 door Mühlenhardt-Siegel.